# Macropsinae
Sous-famille
Les Macropsinae sont une sous-famille d'insectes de l'ordre des Hémiptères (les Hémiptères sont caractérisés par leurs deux paires d'ailes dont l'une, en partie cornée, est transformée en hémiélytre), selon les normes taxonomiques récentes, du sous-ordre des Auchenorrhyncha et de la famille des Cicadellidae.
Ces insectes communément appelés cicadelles, sont des insectes sauteurs et piqueurs et ils se nourrissent de la sève des végétaux grâce à leur rostre.

## Liste des genres
- Hephathus Ribaut, 1952
- Macropsidius Ribaut, 1952
- Macropsis Lewis, 1834
- Oncopsis Burmeister, 1838
- Pediopsis Burmeister, 1838